# Juchowo (gromada)
Juchowo – dawna gromada, czyli najmniejsza jednostka podziału terytorialnego Polskiej Rzeczypospolitej Ludowej w latach 1954–1972.
Gromady, z gromadzkimi radami narodowymi (GRN) jako organami władzy najniższego stopnia na wsi, funkcjonowały od reformy reorganizującej administrację wiejską przeprowadzonej jesienią 1954 do momentu ich zniesienia z dniem 1 stycznia 1973, tym samym wypierając organizację gminną w latach 1954–1972.
Gromadę Juchowo z siedzibą GRN w Juchowie utworzono – jako jedną z 8759 gromad na obszarze Polski – w powiecie szczecineckim w woj. koszalińskim na mocy uchwały nr 43/54 WRN w Koszalinie z dnia 5 października 1954. W skład jednostki weszły obszary dotychczasowych gromad Kiełpino, Okole i Dąbie ze zniesionej gminy Łubowo, obszar dotychczasowej gromady Juchowo ze zniesionej gminy Krągi, obszar dotychczasowej gromady Kucharowo ze zniesionej gminy Szczecinek oraz obszar dotychczasowej gromady Jeziorki ze zniesionej gminy Barwice w tymże powiecie. Dla gromady ustalono 11 członków gromadzkiej rady narodowej.
31 grudnia 1959 z gromady Juchowo wyłączono: a) wieś Kucharowo, włączając ją do gromady Jelenino oraz b) wieś Jeziorki, włączając ją do gromady Barwice – w tymże powiecie, po czym gromadę Juchowo zniesiono, a jej (pozostały) obszar włączono do gromady Silnowo tamże.